# Mud Lake, Blithfield Township
Mud Lake är en sjö i Kanada.   Den ligger i countyt Renfrew County och provinsen Ontario, i den sydöstra delen av landet, 80 km väster om huvudstaden Ottawa. Mud Lake ligger 276 meter över havet. Den ligger vid sjön Blithfield Long Lake.
I omgivningarna runt Mud Lake växer i huvudsak blandskog. Runt Mud Lake är det mycket glesbefolkat, med 2 invånare per kvadratkilometer.